# Andreas Lötscher
Andreas Lötscher (* 26. November 1943 in Luzern) ist ein Schweizer Sprachwissenschaftler und Hochschullehrer.

## Leben und Wirken
Andreas Lötscher legte seine Reifeprüfung (Matura A) 1963 in Engelberg ab und studierte von 1964 bis 1971 Germanistik, Anglistik und Altnordische Sprache an der Universität Zürich. 1970 legte er dort die Lizenziatsprüfung ab. Von 1971 bis 1973 studierte er Linguistik an der University of Chicago und erwarb 1973 den Magistergrad. Im Jahre 1973 promovierte er an der Universität Zürich bei Stefan Sonderegger mit einer Dissertation über ein semantisches Thema aus dem Alt- und Mittelhochdeutschen.
Von 1973 bis 1977 war er wissenschaftlicher Mitarbeiter am Institut für Deutsche Sprache Mannheim und von 1978 bis 1981 wissenschaftlicher Assistent an der Universität Basel, wo er sich 1980 für Deutsche Philologie habilitierte. Seit 1981 hatte er eine Professur für Deutsche Philologie und Sprachwissenschaft an der Universität Basel inne. 2008 trat er in den Ruhestand. Von 1991 bis 2008 war er ausserdem Mitarbeiter bei den Zentralen Sprachdiensten der Schweizerischen Eidgenossenschaft in Bern und zwar bei der Gesetzesredaktion.
In seinen Veröffentlichungen beschäftigt sich Andreas Lötscher neben dem Schweizerdeutsch u. a. mit der Geschichte von Produktnamen und Gesetzestexten.

## Veröffentlichungen (Auswahl)
- Semantische Strukturen im Bereich der alt- und mittelhochdeutschen Schallwörter (= Quellen und Forschungen zur Sprach- und Kulturgeschichte der germanischen Völker, N.F., Bd. 53). de Gruyter, Berlin 1973, ISBN 3-11-003870-6 (= Dissertation Universität Zürich).
- (Mithrsg.): Künstliche Intelligenz und natürliche Sprache. Sprachverstehen und Problemlösen mit dem Computer (= Forschungsberichte / Institut für Deutsche Sprache Mannheim, Bd. 42). Narr, Tübingen 1979, ISBN 3-87808-642-3.
- Schweizerdeutsch. Geschichte, Dialekte, Gebrauch. Huber, Frauenfeld 1983, ISBN 3-7193-0861-8.
- Satzakzent und funktionale Satzperspektive im Deutschen (= Linguistische Arbeiten, Bd. 127). Niemeyer, Tübingen 1983, ISBN 3-484-30127-9 (= Habilitationsschrift Universität Basel).
- Von Ajax bis Xerox. Ein Lexikon der Produktenamen. Artemis-Verlag, Zürich 1987, ISBN 3-7608-0724-0 (2. Aufl. 1992, ISBN 3-7608-1066-7).
- Text und Thema. Studien zur thematischen Konstituenz von Texten (= Reihe Germanistische Linguistik. Bd. 81). Niemeyer, Tübingen 1987, ISBN 3-484-31081-2.
- Lappi, Lööli, blööde Siech. Schimpfen und Fluchen im Schweizerdeutschen. Sauerländer, Aarau 1993, ISBN 3-7941-3140-1.
- Die textlinguistische Interpretation von Relativsätzen. In: Deutsche Sprache, Bd. 26 (1998), S. 97–120.
- "Noble chevalier – "Edler Ritter!". Zur sprachlichen Höflichkeit in der "Magelone" und im "Amadis". In: Jörg Meier/Arne Ziegler (Hrsg.): Deutsche Sprache in Europa. Geschichte und Gegenwart. Festschrift für Ilpo Tapani Piirainen zum 60. Geburtstag. Ed. Praesens, Wien 2001, S. 179–194, ISBN 3-7069-0116-1.
- Gesetze als Texte: Wie wird das Recht in Textstrukturen gebracht? In: Kent D. Lerch (Hrsg.): Recht vermitteln. Strukturen, Formen und Medien der Kommunikation im Recht. de Gruyter, Berlin 2005, S. 183–207, ISBN 3-11-018400-1.
- Die Formen der Sprache und die Prozesse des Verstehens. Textverstehen aus grammatischer Sicht. In: Hardarik Blühdorn (Hrsg.): Text - Verstehen. Grammatik und darüber hinaus. de Gruyter, Berlin 2006, S. 19–45, ISBN 3-11-018871-6.
- Die Gesetzesredaktion zwischen Philosoph, Bauer und Richter. In: Andreas Lötscher/Markus Nussbaumer (Hrsg.): Denken wie ein Philosoph und schreiben wie ein Bauer. Sprache, mit der ein Staat zu machen ist. Schulthess, Zürich 2007, S. 135–156, ISBN 978-3-7255-5303-7.
- Von Mercedes zu Xsara. Modellnamen für Automobile in geografisch-historischer Perspektive. In: Ludger Kremer/Elke Ronneberger-Sibold (Hrsg.): Names in commerce and industry. Past and present. Logos-Verlag, Berlin 2007, S. 115–129, ISBN 3-8325-1788-X.
- Einsetzen – finden – erfinden – vermuten – erahnen? Ellipsenverstehen aus der Perspektive von Textverstehen und Textbedeutung. In: Mathilde Hennig (Hrsg.): Die Ellipse. Neue Perspektive auf ein altes Phänomen (= Linguistik – Impulse & Tendenzen, Bd. 52). de Gruyter, Berlin 2013, S. 183–226, ISBN 3-11-031240-9.
- Die (Un-)Verständlichkeit von Gesetzen – eine Herausforderung für die Gesetzesredaktion. In: Zeitschrift für Europäische Rechtslinguistik (2016, PDF).
- Areale Diversität und Sprachwandel im Dialektwortschatz. Untersuchungen anhand des Sprachatlas der deutschen Schweiz (= Zeitschrift für Dialektologie und Linguistik, Beihefte, Bd. 169). Steiner, Wiesbaden 2017, ISBN 978-3-515-11687-9.